# Axona
Axona là một chi ruồi trong họ Syrphidae.